# Barracas (kommunhuvudort)
Barracas är en kommunhuvudort i Spanien.   Den ligger i provinsen Província de Castelló och regionen Valencia, i den östra delen av landet, 260 km öster om huvudstaden Madrid. Barracas ligger 1 018 meter över havet och antalet invånare är 183.
Terrängen runt Barracas är kuperad åt sydost, men åt nordväst är den platt. Terrängen runt Barracas sluttar österut. Runt Barracas är det ganska glesbefolkat, med 24 invånare per kvadratkilometer. Närmaste större samhälle är Caudiel, 12,4 km sydost om Barracas. 